# チョ・ハンリ
チョ・ハンリまたはチョ・ハンニ（ハングル表記：조항리、1988年 - ）は、大韓民国の韓国放送公社 (KBS) 所属のアナウンサー。

## 学歴
- 延世大学校 経営学科

## 経歴
- 2012年 39期 KBS 公開採用のアナウンサー